# Chi salverà le rose?
Chi salverà le rose? è un film del 2017, scritto e diretto da Cesare Furesi.
Spin-off del lungometraggio Regalo di Natale (1986) di Pupi Avati, il film è stato presentato in anteprima a Roma il 13 marzo 2017 alla Casa del cinema e poi distribuito nelle sale cinematografiche a partire dal 16 marzo successivo.
È stato l'ultimo film sul grande schermo in cui hanno recitato Carlo Delle Piane e Lando Buzzanca prima della loro morte avvenute rispettivamente nel 2019 e 2022.

## Trama
Una coppia di uomini, ormai anziani, l'avvocato Giulio Santelia e Claudio. Claudio, malato cronico, vive in convalescenza. Per potersi occupare di lui Giulio, gradualmente, ha venduto tutto ciò che possedeva e lasciato anche il poker, sua professione oltre che passione.
Lasciata andare via la servitù, per continuare ad aiutare il compagno è costretto a chiedere aiuto alla figlia, Valeria, con cui da tempo non ha più contatti a causa del vizio di lui per il gioco d'azzardo.

## Citazioni nel film
Il film cita più volte Regalo di Natale, film del 1986 scritto e diretto da Pupi Avati.

## Riconoscimenti
- 2017 – Globo d'oro
  - Candidatura alla miglior opera prima a Cesare Furesi
  - Candidatura al miglior attore a Carlo Delle Piane
  - Candidatura alla miglior musica a Marcello Peghin